# Mansa (stato)
Lo Stato di Mansa fu uno stato principesco del subcontinente indiano, avente per capitale la città di Mansa.

## Storia
Lo stato di Mansa venne fondato da Sursinhji, il quale prese il titolo di Raol sul territorio della città e sue pertinenze.
Il 10 giugno 1948 entrò a far parte dell'Unione Indiana.

## Governanti
I regnanti di Muli avevano il titolo di raol.

### Raol
- Raol SURSINHJI
- Raol Shri JORAJJI
- Raol Shri BHIMSINHJI
- Raol Shri RAJSINHJI BHIMSINHJI ?/1886
- Raol Shri KESRISINHJI BHIMSINHJI, 1886/1889
- Raol Shri TAKHATSINHJI KESRISINHJI, 1889/1934
- Raol Shri SAJJANSINHJI TAKHATSINHJI, 1934/1948